# 臺灣絲尾海鰻
臺灣絲尾海鰻（学名：Gavialiceps taiwanensis），又名臺灣鱷頭鰻，为辐鳍鱼纲鳗鲡目海鰻科胡椒鯛屬下的一个种。该物种主要分布于西北太平洋海域，栖息深度为600米至750米，雄性体长可达75.7公分。